# Ray Jones
Raymond Barry Bankote „Ray” Jones (1988. augusztus 28. – 2007. augusztus 25.) angol hivatásos labdarúgó, a Queens Park Rangersnek a játékosa volt.

## Pályafutása
Lenyűgözte a QPR vezetőedzőit, majd visszautasította azt, hogy a Colchester United ifjúsági játékosa legyen. A QPR-ban a Watford ellen mutatkozott be a 2005-06-os szezon végén, az első gólját pedig a Loftus Roadon szerezte meg a Hull City ellen 2006. szeptember 23-án. 2006. november 17-én Jones szerezte az egyetlen gólt az 1-0-s Cardiff City elleni győzelem alkalmával.
2006. szeptember 5-én Jones csereként debütált az U19-es angol válogatottban Hollandia ellen, ez volt az egyetlen ifjúsági válogatottsága.
Sok Premier League klub is érdeklődést mutatott Jones iránt, mivel sokszor megbízható teljesítmény nyújtott a Rangersben, és a QPR vezetőedzője, John Gregory is meg akarta hosszabbítani a szerződését, de megállapította, hogy talán "rossz tanácsadó". Azonban miután 2007. január 1-jén győztes gólt szerzett a Colchester United feletti 1-0-s győzelemkor, elkötelezte magát a klubbal, amely egy héttel később hivatalossá is vált azáltal, hogy aláírta az új, három és fél évre szóló szerződését, ami 2010-ig a klubhoz kötötte volna. 2007 júniusában a Colchester United tett egy 200,000 £-os ajánlatot Jonesért, melyet a QPR visszautasított, de a Colchester tett egy nagyobb összegű ajánlatot is a következő napon, amit szintén elutasítottak. Jones összesen 37 mérkőzést játszott (19-et csereként) a QPR-ban, melyeken 6 találatot szerzett.
Jones egy autóbalesetben hunyt el két másik emberrel együtt East Hamben, Londonban 2007. augusztus 25-e korai óráiban, amikor a járművük összeütközött egy busszal. Ennek következtében a QPR elhalasztotta a soron következő, Burnley elleni mérkőzését, amit egy nyitott kapus edzés váltott fel, a befolyt összeget a QPR jótékony célokra használta fel. A QPR úgy döntött, hogy Jones emlékére visszavonultatja a 31-es számú mezt, amelyet az idő alatt hordott, amíg a Loftus Roadon játszott. A 2007. szeptember 1-jei Southampton elleni bajnoki mérkőzésén a Loftus Roadon minden Queens Park Rangers játékos Ray Jones nevét viselte a hátán a tisztelet jegyéül.

## Statisztikái
| Klub                | Szezon  | Bajnokság | Bajnokság | FA Kupa | FA Kupa | Ligakupa | Ligakupa | Európa | Európa | Egyéb | Egyéb | Összesen | Összesen |
| Klub                | Szezon  | Mérk.     | Gólok     | Mérk.   | Gólok   | Mérk.    | Gólok    | Mérk.  | Gólok  | Mérk. | Gólok | Mérk.    | Gólok    |
| ------------------- | ------- | --------- | --------- | ------- | ------- | -------- | -------- | ------ | ------ | ----- | ----- | -------- | -------- |
| Queens Park Rangers | 2005–06 | 2         | 0         | 0       | 0       | 0        | 0        | 0      | 0      | 0     | 0     | 2        | 0        |
| Queens Park Rangers | 2006–07 | 31        | 5         | 2       | 0       | 2        | 1        | 0      | 0      | 0     | 0     | 35       | 6        |
| Összesen            |         | 33        | 5         | 2       | 0       | 2        | 1        | 0      | 0      | 0     | 0     | 37       | 6        |

## Külső hivatkozások
- Ray Jones pályafutásának statisztikái a Soccerbase oldalon (angolul)

- Tiszteletadás az Ex-QPR ifjúsági edző Joe Gallen-tól a BBC Sporton